# STS-37
STS-37 — космический полёт MTKK «Атлантис» по программе «Спейс Шаттл» (39-й полёт программы и 8-й полёт Атлантиса). Основной целью миссии был запуск гамма-обсерватории Комптона, второй по величине из «Больших обсерваторий» НАСА (после Хаббла). Что примечательно, на то время обсерватория Комптона была самой большой полезной нагрузкой, когда-либо запущенной космическими челноками — 17 тонн (в дальнейшем рекорд перешёл обсерватории Чандра с разгонным блоком — 22,7 тонны). Во время полёта были совершены два выхода в открытый космос общей продолжительностью 10 часов 13 минут.

## Экипаж
- (НАСА): Стивен Нейджел (3)[4] — командир;
- (НАСА): Кеннет Камерон (1) — пилот;
- (НАСА): Джерри Росс (3) — специалист полёта-1;
- (НАСА): Джером Эпт (1) — специалист полёта-2;
- (НАСА): Линда Годвин (1) — специалист полёта-3.

## Параметры полёта
- Грузоподъёмность — 17 204 кг;
- Наклонение орбиты — 28,5°;
- Период обращения — 93,7 мин;
- Перигей — 450 км;
- Апогей — 462 км.

## Полезная нагрузка
Основной целью миссии STS-37 был запуск обсерватории Комптона (CGRO, от англ. Compton Gamma Ray Observatory), названной в честь Артура Комптона, лауреата нобелевской премии по физике. Произведённая компанией TRW (сейчас — Нортроп Грумман), обсерватория проработала до 4 июня 2000 года.

## Выходы в космос
Во время миссии астронавтами Джерри Россом и Джеромом Эптом были совершены два выхода в открытый космос:
- 7 апреля, длительностью 4 часа 26 минут. Были осуществлены работы по установке антенны GRO.
- 8 апреля, длительностью 5 часов 47 минут. Проводилось тестирование оборудования.

Во время одного из выходов, небольшой стержень внутри скафандра проколол одну из перчаток астронавта. Тем не менее, рука частично закрыла отверстие, в результате чего заметного снижения давления не произошло. Фактически, прокол не был замечен до благополучного возвращения на борт.

## Эмблема
На эмблеме миссии STS-37 изображены «Спейс Шаттл» и обсерватория Комптона, соединённые многоцветной полосой в форме греческой литеры «гамма» (что символизирует гамма-излучение, для изучения которого была создана обсерватория). Группы звёзд (три и семь) означают номер миссии.

## Галерея

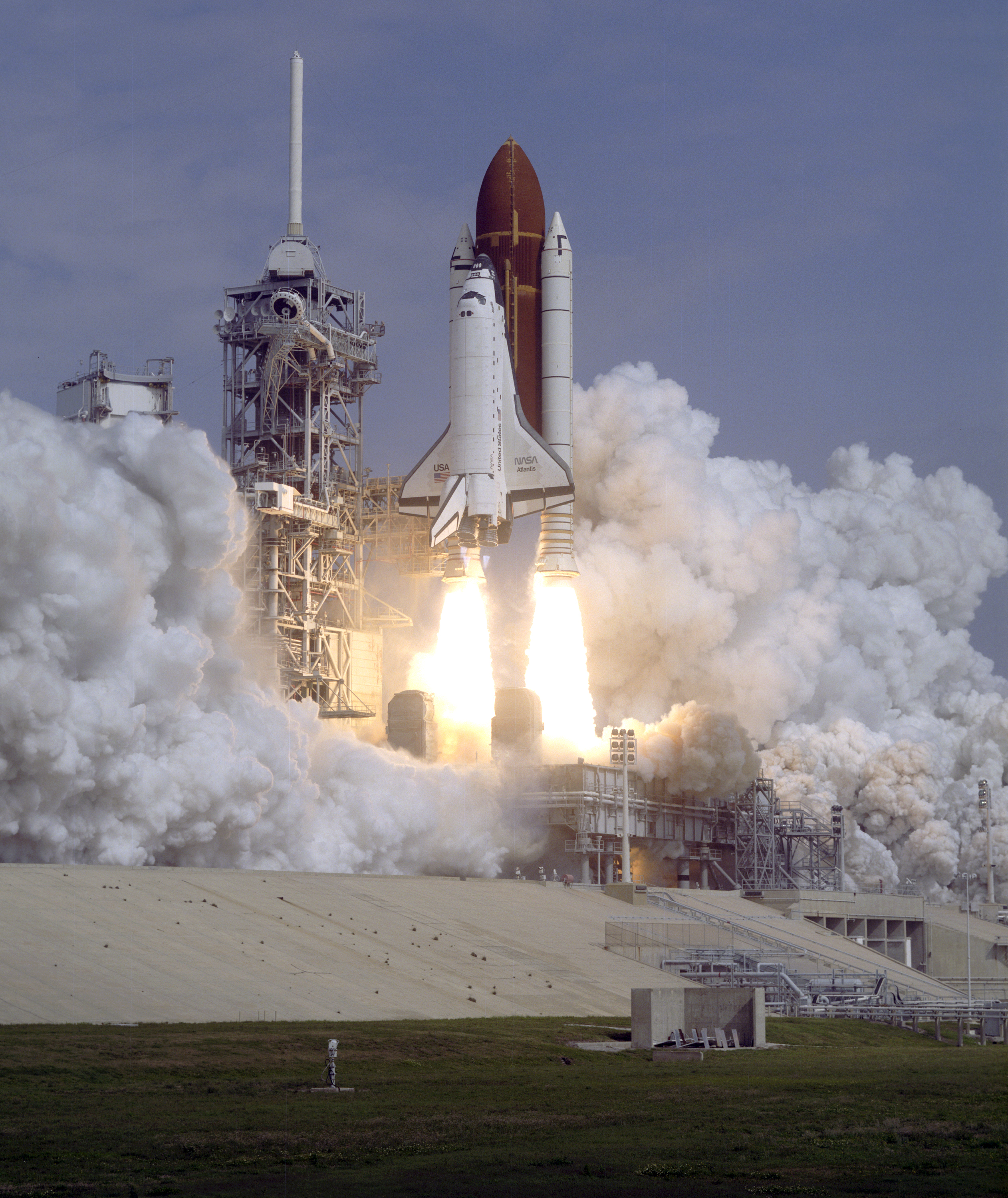
Старт Атлантиса в начале миссии STS-37.
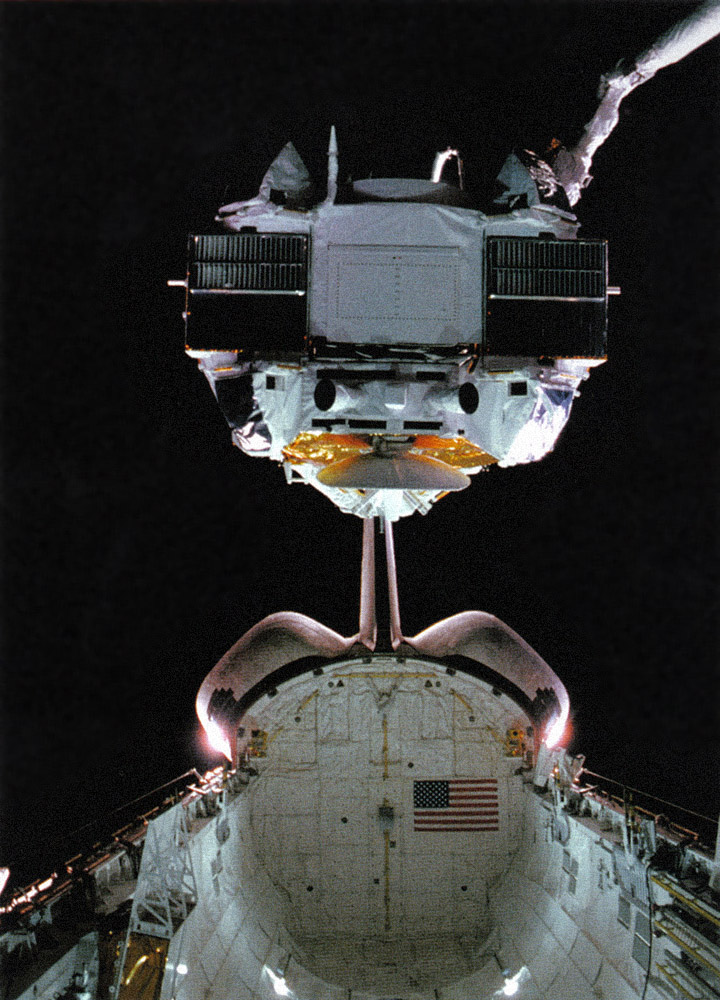
Обсерватория Комптона извлекается из грузового отсека.
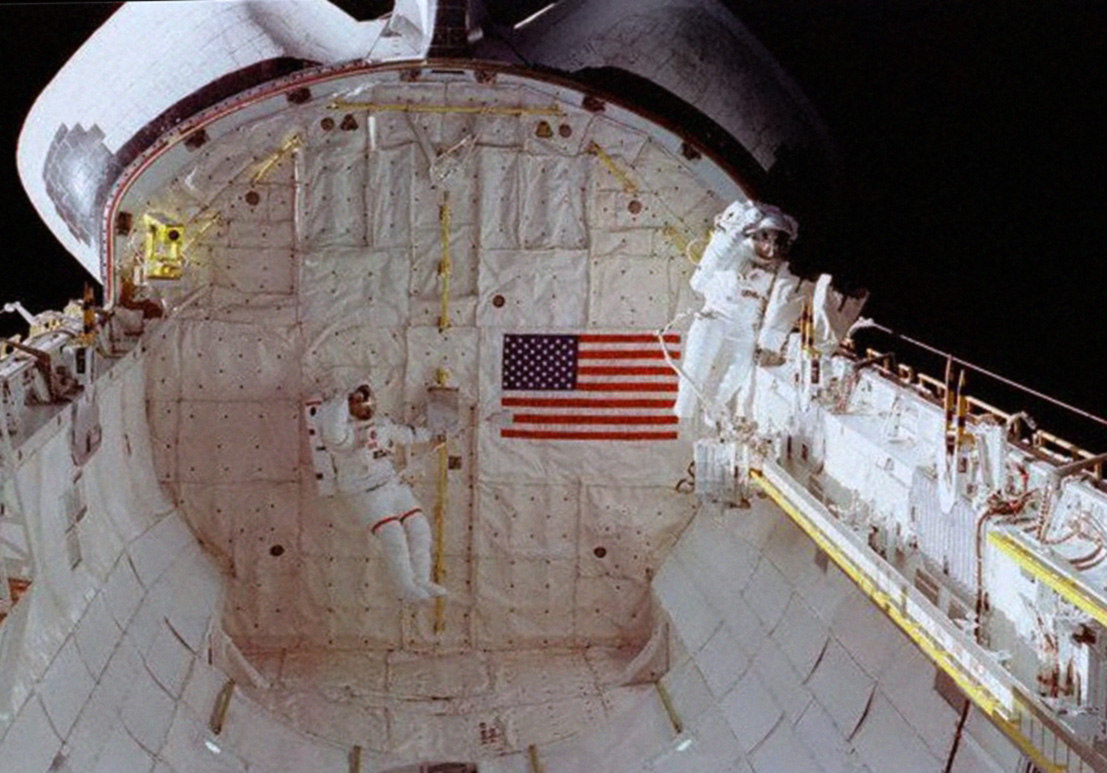
Астронавты Джерри Росс и Джером Эпт во время второго выхода в открытый космос.
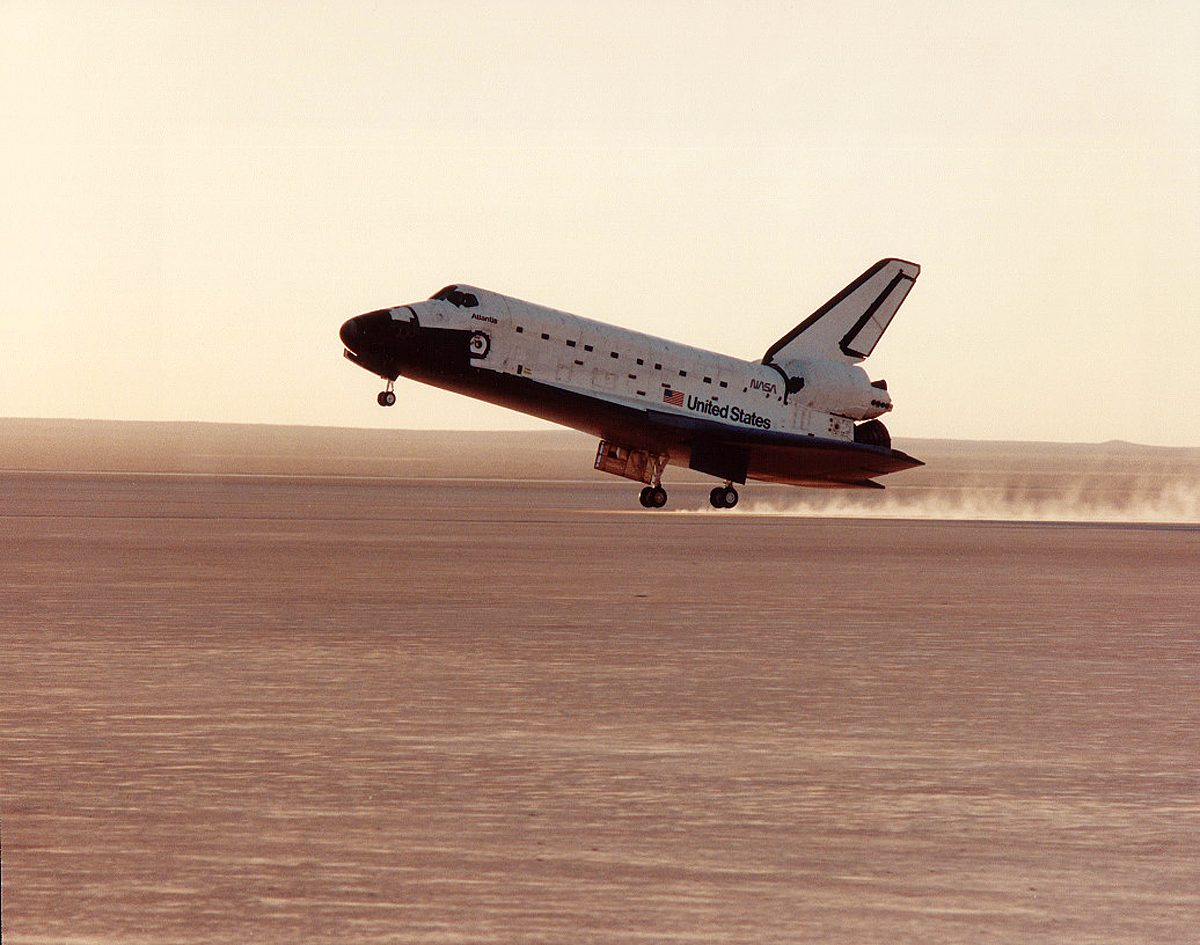
Окончание миссии STS-37: посадка шаттла на авиабазе Эдвардс.